# Wadi Murabba’at
Wadi Murabba’at (hebr. ‏נחל דרגה‎, Nachal Darga) – wyschnięte koryto potoku (wadi) na Pustyni Judzkiej w Palestynie, położone 18 km na południe od Kumran i ok. 3 km od zachodniego brzegu Morza Martwego.
W  latach 1951–1952 wydobyto z grot liczne starożytne przedmioty oraz wiele manuskryptów. W owym czasie w tutejszych wykopaliskach archeologicznych pracował Roland de Vaux. W latach 70. XX wieku pracę kontynuował Pesah Bar Adon, a w latach osiemdziesiątych Jigael Jadin.